# 塞西尔·安德勒斯
塞西尔·戴尔·安德勒斯（英語：Cecil Dale Andrus，1931年8月25日—2017年8月24日）为美国民主党籍政治人物，曾担任第26任及28任爱达荷州州长，总计长达14年之久。此外，安德勒斯曾在1977年至1981年吉米·卡特担任总统期间被任命为美国内政部长。虽然安德勒斯输掉了1966年的爱达荷州州长选举，但在之后的州长选举中赢了四次（1970年、1974年、1986年和1990年）。他是爱达荷州历史上任期最长的州长，同时也是该州最近一位担任州长的民主党人。